# 大村昌弘 (外交官)

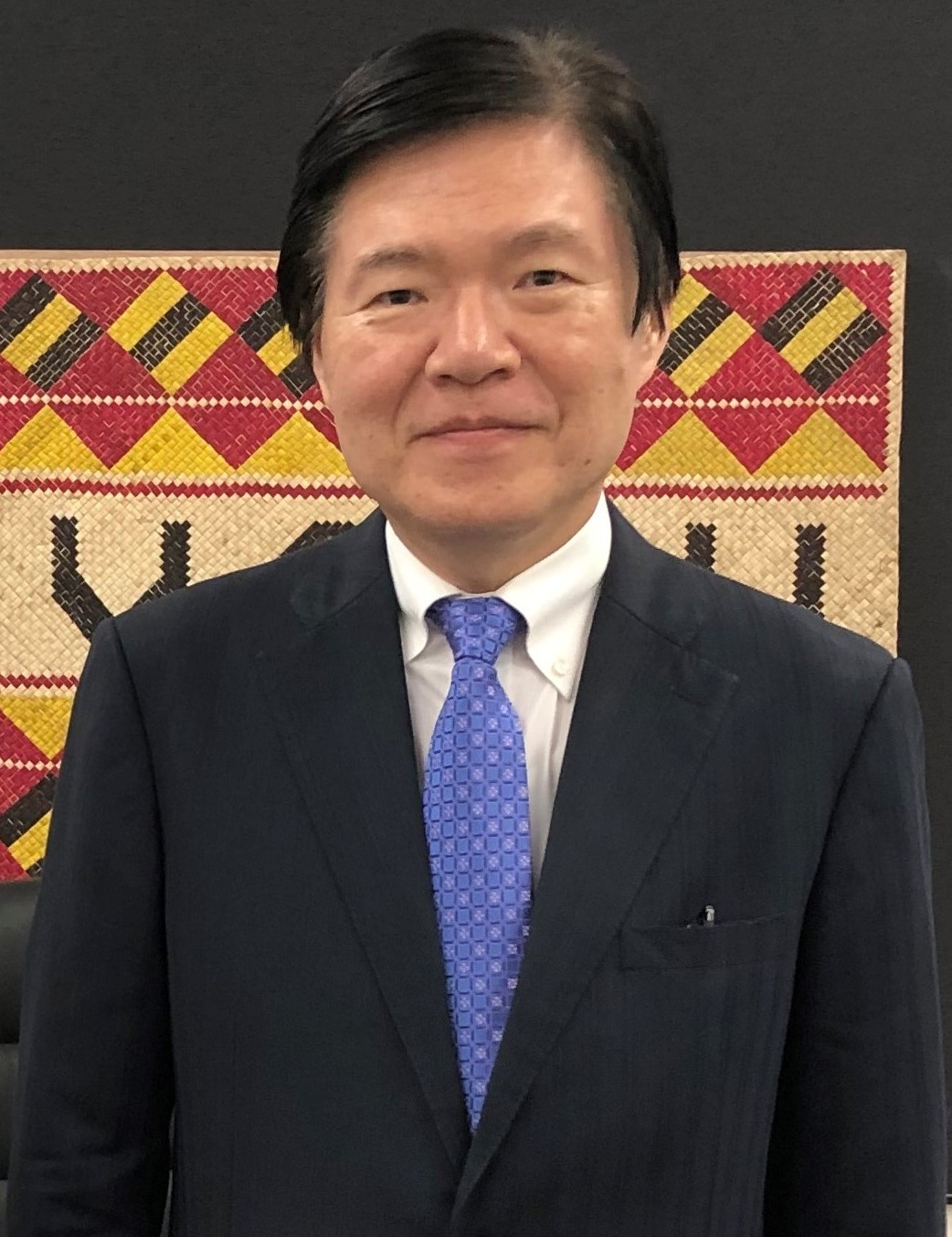
2019年11月撮影

大村 昌弘（おおむら まさひろ、1955年 - ）は、日本の外交官。内閣府経済社会総合研究所上席主任研究官や、シアトル総領事を経て、駐フィジー兼キリバス兼ツバル兼ナウル兼バヌアツ特命全権大使。2021年より外務省記録審査員。

## 人物・経歴
東京都出身。1980年東京大学法学部卒業、外務省入省。イェール大学大学院国際関係論修士課程修了。
本省では、北米局、経済協力局、経済局、領事移住部、在外では在アメリカ合衆国日本国大使館、在インドネシア日本国大使館、経済協力開発機構（OECD）開発局国別援助政策審査課長を歴任
経済協力畑を歩み、外務省第2回アフリカ開発会議準備室長、外務省アフリカ第二課長、日本国際問題研究所研究調整部長、在ウィーン国際機関日本政府代表部参事官を経て、2005年在ケニア日本国大使館公使。人事院公務員研修所副所長、内閣府経済社会総合研究所上席主任研究官を経て、2013年シアトル総領事。2017年駐フィジー兼キリバス兼ツバル兼ナウル兼バヌアツ特命全権大使。2021年1月、退官。2021年4月より外務省記録審査員。

## 同期入省
- 末松義規（12年内閣府副大臣・96年衆議院議員）
- 石井正文（17年インドネシア大使・13年国際法局長）
- 川村裕（20年ノルウェー大使・18沖縄大使・14年コートジボワール大使）
- 越川和彦（16年JICA副理事長・14年スペイン大使・12年官房長）
- 鈴鹿光次（16年アフガニスタン大使）
- 鈴木康久（18年ニカラグア大使・16年レオン総領事）
- 山田文比古（08年東京外国語大学教授）
- 片上慶一（17年イタリア大使・16年外務審議官（経済担当））
- 北野充（14年ウィーン代表部大使・12年軍縮不拡散・科学部長・19年アイルランド大使）
- 石川和秀（14年フィリピン大使・12年南部アジア部長）
- 藤原聖也（14年アルジェリア大使）
- 山崎純（18年シンガポール大使・15年スウェーデン大使・14年儀典長）
- 渡邉正人（17年ブルガリア大使・15年バングラデシュ大使）
- 堀之内秀久（19年オランダ大使・16年カンボジア大使・14年ロサンゼルス総領事）
- 野田仁（18年ルーマニア大使・15年エクアドル大使）
- 髙橋礼一郎（18年オーストラリア大使・15年ニューヨーク総領事・11年アフガニスタン大使）
- 葉室和親（12年トンガ大使）
- 井出敬二（17年北極担当大使・13年クロアチア大使）
- 小原雅博（15年東京大学法学部教授・13年上海総領事）
- 須永和男（19年カタール大使・16年ASEAN大使）
- 姫野勉（17年ガーナ大使）
- 平石好伸（17年チリ大使・14年ジンバブエ大使）
- 水谷章（19年オーストリア大使・17年立命館アジア太平洋大学教授）
- 齊藤貢（18年イラン大使・15年オマーン大使）